# گوووخوو (استان اشوی‌داشکسیه)
گوووخوو (به لهستانی: Gołuchów) یک منطقهٔ مسکونی در لهستان است که در گمینا کییه واقع شده‌است.